# Napoli che canta (album)
Napoli che canta è l'ultimo album della carriera discografica della cantautrice Giuni Russo, pubblicato il 2 aprile 2004 dalla Sony Music.

## Descrizione
Il progetto nasce nell'estate del 2002 dall'incontro con Paolo Cherchi Usai, che restaurò per la George Eastman House la pellicola del film muto Napoli che canta, girato nel 1926 da Roberto Leone Roberti, padre di Sergio Leone; la pellicola era stata ritrovata negli Stati Uniti dopo molti anni in cui sembrava se ne fossero perse le tracce, anche a causa dell'ostracismo del regime fascista, che non vedeva di buon occhio uno dei temi trattati, cioè quello dell'emigrazione.
La cantante rimase suggestionata da una delle scene del film in cui appare una nave, ricordando la madre che da bambina le intonava Santa Lucia luntana; da qui l'idea di una proiezione speciale del film per le Giornate del Cinema Muto, tenutasi il 18 ottobre 2003 al Teatro Zancanaro di Sacile (PN).
La proiezione dell'opera è stata accompagnata dall'esecuzione dal vivo, da parte della stessa Giuni, di un'apposita suite musicale composta da 22 brani della tradizione musicale partenopea. Tale evento, svoltosi dinnanzi a vasta platea, formata prevalentemente da estimatori provenienti da tutta Europa e da vari paesi del mondo, viene registrato per poi essere incluso l'anno dopo nella versione DVD dell'album in questione.
Paolo Cherchi Usai ha anche scritto una nota personale al riguardo:
«Da molti anni nutro una grande ammirazione per Giuni Russo, e ho sempre pensato che la sua splendida voce di soprano sarebbe il complemento ideale per un film muto, con o senza musica napoletana... Giuni ha raccolto tutte le canzoni menzionate in Napoli che canta e le ha arrangiate in una suite in cui si celebra la bellezza e la malinconia della storia vera raccontata nel film. La sua partecipazione a questo progetto rappresenta un omaggio a tutti coloro che sono stati costretti ad abbandonare un paese oppresso dalla povertà e dalla dittatura, e - per quanto mi riguarda - la realizzazione di un sogno inseguito per anni: sentir cantare Giuni Russo in persona, davanti allo schermo delle Giornate del Cinema Muto. Giuni ha capito il film; il film si è aperto al suo sguardo. Il mio unico contributo al progetto è l'aver provocato questa breve, folgorante storia d'amore fra voce umana e immagine. Giuni e il film hanno fatto il resto.»
Oltre al commento musicale al film, l'album contiene anche alcuni brani registrati per intero e già inclusi nella suddetta suite musicale: Torna a Surriento, Marechiare, Serenatella a mare, e l'inedita  'A cchiù bella, una poesia di Totò musicata dalla stessa Giuni con Maria Antonietta Sisini.
Chiudono il disco due pezzi tratti dal repertorio personale di Giuni Russo, ovvero Mediterranea e Sakura.
L'artista ha dedicato questo suo ultimo lavoro alla madre, che durante la sua infanzia ne intonava le canzoni.

## Tracce
1. Torna a Surriento (E. De Curtis - GB. De Curtis) ed. Bideri
2. Marechiare (S. Di Giacomo - F.P. Tosti) ed. Ricordi
3. Serenatella a mare (L. Bovio - N. Valente) ed. Bideri
4. 'A cchiù bella (A. De Curtis - G. Russo - M.A. Sisini)

- Suite "Napoli che canta" Accompagnamento Musicale per l'omonimo Film

1. Tu ca nun chiagne (E. De Curtis - L. Bovio) ed. La canzonetta
2. 'O sole mio (strumentale) ( G. Capurro - E. Di Capua) ed. Bideri
3. Torna a Surriento (E. De Curtis - GB. De Curtis) ed. Bideri
4. Città gialla (M. Fedrigotti)
5. 'Ndringhete ndrà (De Gregorio - Cinquegrana) ed. Santojanni
6. O vos omnes (G. Russo - M. A. Sisini) ed. Sony publishing
7. Allegretto napoletano (M. Fedrigotti)
8. 'A cchiù bella (strumentale) (A. De Curtis - G. Russo -M. A. Sisini) ed. Raitrade
9. Funiculì funiculà (L. Denza)
10. 'O sole mio (G. Capurro - E. Di Capua) ed. Bideri
11. Me voglio fa' 'na casa (G. Donizetti)
12. Sotto 'e ccancelle (G. Tetamo - M. Nicolò) ed. Santa Lucia
13. Serenatella a mare (L. Bovio - N. Valente) ed. Bideri
14. Fenesta ca lucive (tradizionale napoletano)
15. Invocazione (M. Fedrigotti - G. Russo)
16. Fenesta ca lucive (tradizionale napoletano)
17. Marechiare 1 (S. Di Giacomo - F. P. Tosti) ed. Ricordi
18. 'A cchiù bella (A. De Curtis - G. Russo - M. A. Sisini) ed. Raitrade
19. Marechiare 2 (S. Di Giacomo - F. P. Tosti) ed. Ricordi
20. 'A cchiù bella (A. De Curtis - G. Russo - M. A. Sisini) ed. Raitrade
21. Tema della nave (M. Fedrigotti)
22. Santa Lucia luntana (E. A. Mario) ed. Nazional music

## Formazione
- Giuni Russo – voce
- Michele Fedrigotti – pianoforte
- Stefano Medioli – tastiera
- Marco Remondini – violoncello, sassofono soprano